# سينداي (ألبوم سيتي نورهاليزا)
سينداي هو الألبوم الثالث لسيتي نورهاليزا.

## قائمة الأغاني
1. Cindai (سينداي)
2. Laksamana Mati Dibunuh (الأدميرال يموت مقتولاً / الأدميرال الميت اغتيل)
3. Janji (يعد)
4. Lela Manja (ليلى مدللة / ليلى المدللة)
5. Kaparinyo (كابارينيو)
6. Es Lilin (بوظة اسكيمو / شمعة الجليد)
7. Damak (داماك)
8. Joget Pahang (جوجيت باهانج)
9. Patah Hati (القلب المكسور)
10. Joget Berhibur (جوجيت مسلية / راقصة ترفيهية)